# Stefan Dražić
Stefan Dražić (in serbo Стефан Дражић?; Belgrado, 14 agosto 1992) è un calciatore serbo, attaccante dell'APOEL.

## Palmarès

### Club
- Supercoppa di Cipro: 1

APOEL: 2024

### Individuale
- Capocannoniere della Prva Liga Srbija: 1

2014-2015 (13 reti)